# توتوب
توتوب وتعرف حالياً باسم خفاجة أو خفاجي هي مدينة بابلية قديمة تقع شمال شرق بغداد في محافظة ديالى حاليا على نهر ديالى وكانت هذه المدينة تابعة إلى سلالة اشنونة وتبعد 11 كلم شمال شرق بغداد.

## تاريخ المدينة
يرجح بأن مدينة خفاجة يرجع تأسيسها إلى الملك سرجون الأول وثم وقعت تحت سيطرة سلالة أور الثالثة وثم بنيت على شكل مدينة كبيرة في عصر الملك سامسو إيلونا ابن الملك حمورابي وكانت تحتوي مدينة الخفاجة على معبد للآله سين.